# Korslägnarna
Korslägnarna är en klippa nära Skäriråsen i Nagu,  Finland.   Den ligger i Pargas stad i den ekonomiska regionen  Åboland  och landskapet Egentliga Finland. Ön ligger omkring 10 kilometer sydost om Skäriråsen, omkring 50 kilometer söder om Nagu kyrka,  82 kilometer söder om Åbo och 180 km väster om Helsingfors. Närmaste allmänna förbindelse är förbindelsebryggan vid Borstö som trafikeras av M/S Nordep.
Korslägnarna är veterligen den sydligaste ön i Nagu, uppskattningsvis 14 km söder om Borstö och över 50 km söder om Kyrkbacken i Nagu samt 67 km söder om Nagus nordligaste punkt på ön Taiplax.
Terrängen runt Korslägnarna är mycket platt.  Det finns inga samhällen i närheten.